# 리에타바스시

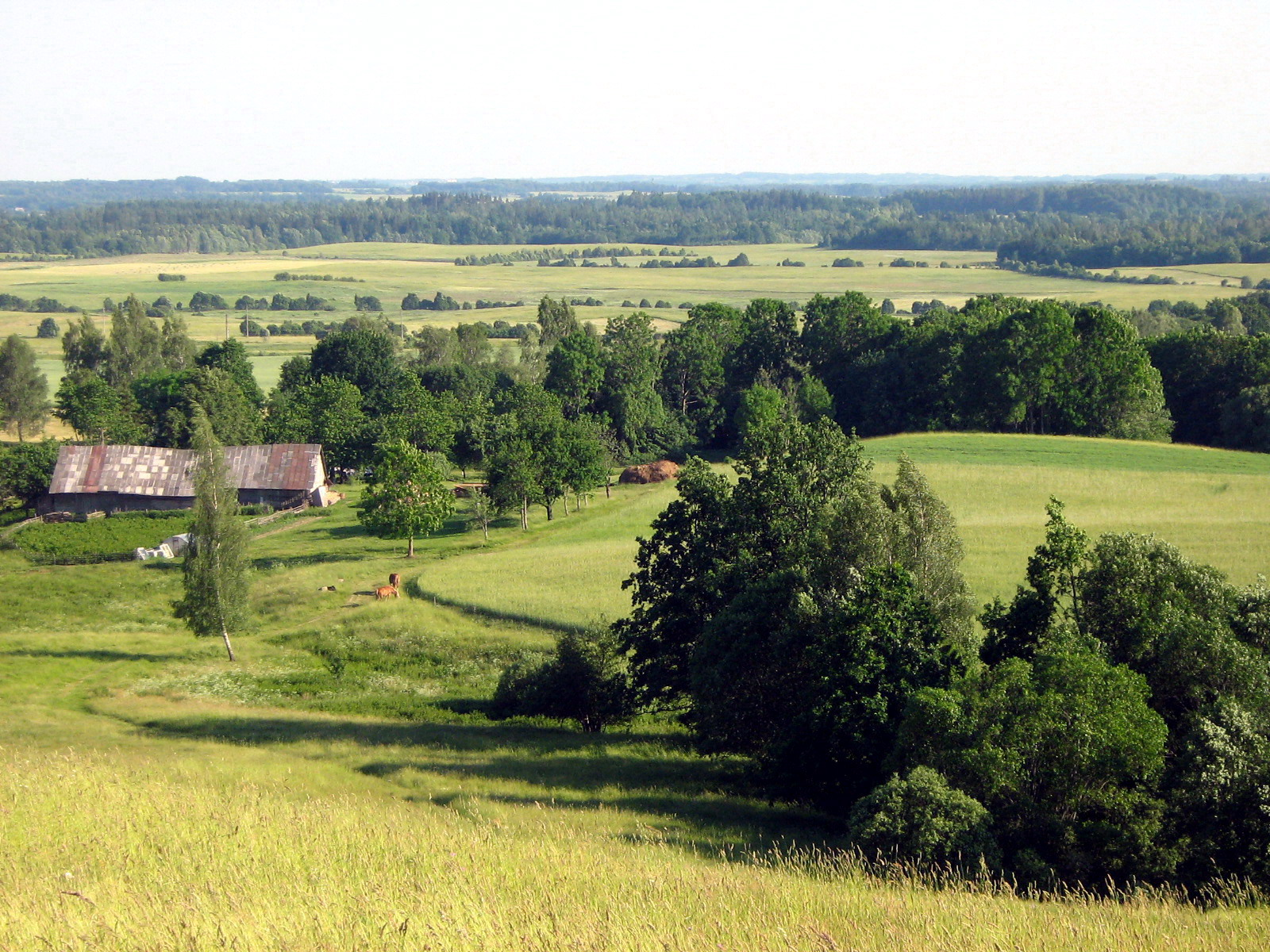
리에타바스시 트베랴이 장로구

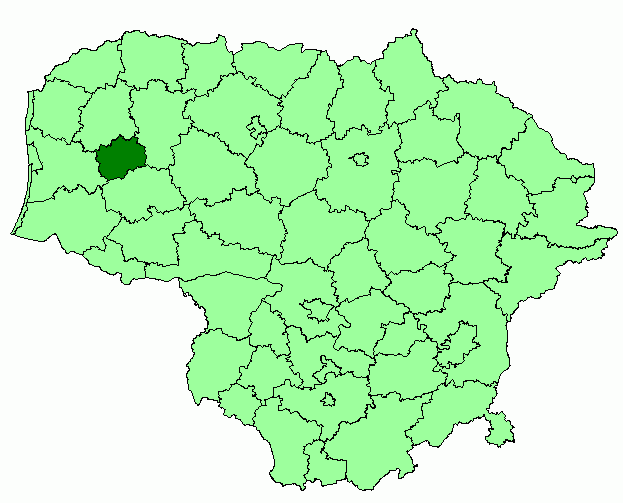
리에타바스시의 위치

리에타바스시(리투아니아어: Rietavo savivaldybė)는 리투아니아 텔샤이주를 구성하는 4개 지방 자치체 가운데 하나로 행정 중심지는 리에타바스이며 면적은 586km2, 인구는 8,096명(2015년 기준), 인구 밀도는 13.8명/km2이다. 5개 장로구를 관할한다. 텔샤이주 플룽게구, 텔샤이구, 타우라게주 실랄레구, 클라이페다주 클라이페다구와 접한다.

지방 자치체 문장